# Christophe Soulé
Pour les articles homonymes, voir Soule.
Christophe Soulé (né le 13 octobre 1965 à Tarascon) est un ancien joueur de basket-ball français. Il joue au poste de meneur et mesure 1,78 m. Il est désormais entraîneur.

## Clubs

### Joueur
- 1985-1987 :  Toulouse (Pro A)
- 1987-1988 :  Antibes (Pro A)
- 1988-1990 :  Nantes (Pro A)
- 1990-1992 :  Mulhouse (Pro A)
- 1992-1994 :  Lyon (Pro A)
- 1994-1999 :  Toulouse (Pro B, puis Pro A)

### Entraîneur
- Toulouse Basket Club (Nationale 3 puis Nationale 2)
- 2004-2007 :  TOAC Basket (Nationale Masculine 3)
- 2007-2008 :  TOAC Basket (Cadets France - 2nd div.) | ASPTT Garonne (Nationale Masculine 2)
- 2008-2009 :  TOAC Basket (Cadets France - 2nd div. & Espoirs G Régional 1)
- 2009-2010 :  TOAC Basket (Nationale Masculine 3)
- 2010-2011 :  TOAC Basket (Nationale Masculine 3)
- 2011-2012 :  TOAC Basket (Nationale Masculine 3 & U20 G)
- 2017-             :  Union Vacquiers-Bouloc-Net's (Pré Nationale Seniors Féminin)

### Palmarès Entraineur
- 2008-2009 :  Champion des Pyrénées avec les "Espoirs" (Promo-Excellence Région) du TOAC Basket

## Sélection nationale
- 7e au Championnat d'Europe des Nations 1993
- Médaille de bronze aux Jeux méditerranéens de 1993 à Agde
- 48 sélections, 126 points